# Menem trucho
Menem trucho es el nombre popular que recibió una serie de billetes de valor nulo con el rostro del entonces Presidente de la República Argentina, Carlos Saúl Menem, y frases proselitistas que se distribuyeron por medio de promotoras callejeras y unidades básicas a mediados de la década de 1990 en la Argentina. Formó parte del llamado cotillón menemista junto con una moneda conmemorativa por el cumpleaños número 66 del susodicho mandatario. Las leyendas Un Valor que estabilizó el país y Diez años de estabilidad aludían al éxito inicial del Plan de Convertibilidad. Su diseño imitaba al del Peso argentino  y fueron impresos por Ciccone Calcográfica, la misma empresa encargada de la fabricación del papel moneda oficial. A pesar de la falsedad del billete, hubo quienes lo utilizaron para pagar sus compras en países limítrofes como Bolivia y Paraguay aprovechando su parecido con los billetes de curso legal.

## Origen del nombre
La palabra trucho es un argentinismo que significa falso. Dado que los billetes no eran de curso legal y carecían de valor monetario, fueron bautizados menem-truchos.

## Billete de uno
Este billete fue impreso en verdadero papel moneda e incluye una marca de agua con el Escudo de Argentina, en ocasión del 60 cumpleaños del Presidente. Esta emisión, realizada por la Casa de Moneda de la República Argentina, sociedad del estado de la cual Armando Gostanián era la máxima autoridad, le valió a este una investigación por malversación de fondos públicos, aunque finalmente fue sobreseído.
Contiene en su cara anversa el rostro del Dr. Menem, un número de serie que corresponde con su documento, el escudo del Partido Justicialista y el texto Un Valor que estabilizó el país. En el reverso, hay una imagen de la Casa Rosada y se leen los textos En unión y libertad, Partido Justicialista Nacional y nuevamente Un Valor que estabilizó el país.

## Billete de diez
El billete de diez fue emitido en papel común, con motivo de la conmemoración de los diez años de gobierno de Menem.
Contiene en su cara anversa el rostro del Dr. Menem, el número de serie 1989 / 1999 M, el Escudo de Argentina y los textos 10 años de estabilidad y MUESTRA de capacidad. En el reverso hay una imagen de la Casa Rosada y los textos 10 años de estabilidad 1989 - 1999, En paz, unión y libertad, y el logo de su intentona de reelección en el año 1999 sobre el texto Presidente - Transformó y estabilizó un país.

## Moneda de 66/99
La moneda Menem 66/99 fue una moneda distribuida luego de una conferencia de prensa en 1996 por motivo del cumpleaños número 66 del entonces Presidente. Si se la invertía, podía leerse Presidente 99, en alusión a la segunda reelección a la que aspiraba el mandatario.
En su cara lleva la frase Feliz cumpleaños sobre el rostro de Menem y la fecha de su nacimiento 2 - 7 - 1930. En la ceca se lee Menem 66 e invertido Presidente 99.